# Michal Buzalka

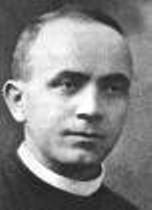
Michal Buzalka als junger Priester

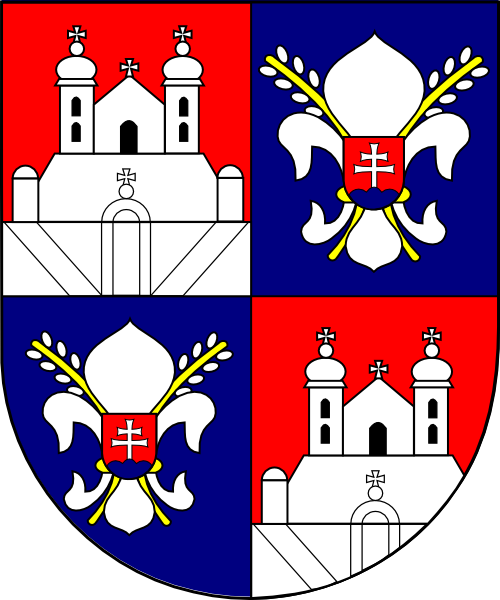
Wappen Michal Buzalkas als Weihbischof in Trnava

Michal Buzalka (* 18. September 1885 in Svätý Anton,  Königreich Ungarn; † 7. Dezember 1961 in einem Internierungslager bei Děčín, Tschechoslowakei) war ein römisch-katholischer Hochschullehrer und Bischof. Er war Weihbischof im Erzbistum Trnava, das damals auch das Gebiet des heutigen Erzbistums Bratislava umfasste. Buzalka starb als Opfer des Stalinismus in der Tschechoslowakei.

## Leben
Michal Buzalka besuchte die Grundschule seines Heimatortes, anschließend das Gymnasium in Banská Štiavnica (deutsch: Schemnitz/Schebnitz) und das Benediktiner-Gymnasium in Esztergom. Nach dem Abitur ging er zum Studium der Theologie nach Wien und wurde dort am 14. Juli 1908 zum Priester geweiht. Zunächst in der Gemeindepastoral tätig, wurde er im Juli 1914 zum Wehrdienst eingezogen und am 1. August dem Garnisonspital Nr. 17 in Budapest zugeordnet, wo er in einem Feldlazarett (Feldspital) als Feldprediger (Feldkurat der Reserve) Dienst tat. 1915 wurde er in die Karpaten versetzt. Auch nach Kriegsende wurde er noch zur religiösen Betreuung der Soldaten eingesetzt. Im September 1922 berief ihn der neue Apostolische Administrator von Trnava Pavol Jantausch zum Professor für Pastoral- und Moraltheologie und zum Präfekten des Priesterseminars in Trnava. Papst Pius XI. machte ihn zum Päpstlichen Kammerherrn und verlieh ihm den Ehrentitel Kaplan Seiner Heiligkeit (Monsignore). Er wurde 1931 Professor und Rektor der Katholisch-theologischen Hochschule Trnava-Zavar, bis diese 1936 als Theologische St.-Cyrill-und-Methodius-Fakultät der Comenius-Universität nach Bratislava verlegt wurde. 1937 wurde er in das Domkapitel von St. Martin in Bratislava berufen.
Am 17. März 1938 wurde er von Papst Pius XI. zum Weihbischof in Trnava und gleichzeitig zum Titularbischof von Cone ernannt. Die Bischofsweihe empfing er am 15. Mai 1938 in Rom durch den Sekretär der Heiligen Konsistorialkongregation, Raffaele Carlo Kardinal Rossi, OCD. Mitkonsekratoren waren Erzbischof Pietro Pisani, der Apostolische Delegat in Indien, und der emeritierte Erzbischof von Izmir Edoardo Tonna. Sein bischöflicher Wahlspruch lautete: Per crucem ad lucem („Durch das Kreuz zum Licht“). Er wurde Generalvikar des Apostolischen Administrators Pavol Jantausch, blieb aber weiter bis 1940 Rektor des Priesterseminars in Bratislava. Am 4. Juni 1940 erfolgte seiner Ernennung zum Militärgeneralvikar (heute Militärbischof) mit Sitz in Bratislava. 1942 wurde er wieder Rektor des Priesterseminars in Bratislava. Unter der Leitung der Katholischen Aktion gründete er die katholische Pressestelle. Er half verfolgten Menschen in der Zeit des Zweiten Weltkriegs, dafür erhielt er höchste Anerkennung.
Am 16. April 1945 wurde er von kommunistisch beherrschten Sicherheitsbehörden verhaftet und eingesperrt und für angebliche Verbrechen während der Zeit des slowakischen Staates zu vier Monaten Gefängnis verurteilt. Am 12. Juli 1950 erneut verhaftet, verhört und gefoltert, wurde er mit anderen Bischöfen (Ján Vojtaššák und Pavol Peter Gojdič) im Franziskanerkloster in Bratislava interniert. Im Prozess Ende 1950 wurden ihm Verschwörung und Verrat gegen die Republik sowie militärische Spionage vorgeworfen. Das Urteil lautete auf lebenslange Haft, Einziehung des Vermögens, eine Geldstrafe von 200.000 Kronen und Aberkennung der bürgerlichen Ehrenrechte auf Lebenszeit. Nach Jahren in Gefängnissen (Leopoldov, Pankrác bei Prag u. a.) wurde er, physisch und psychisch gebrochen, in ein Lagerkrankenhaus in der Nähe von Děčín verbracht.

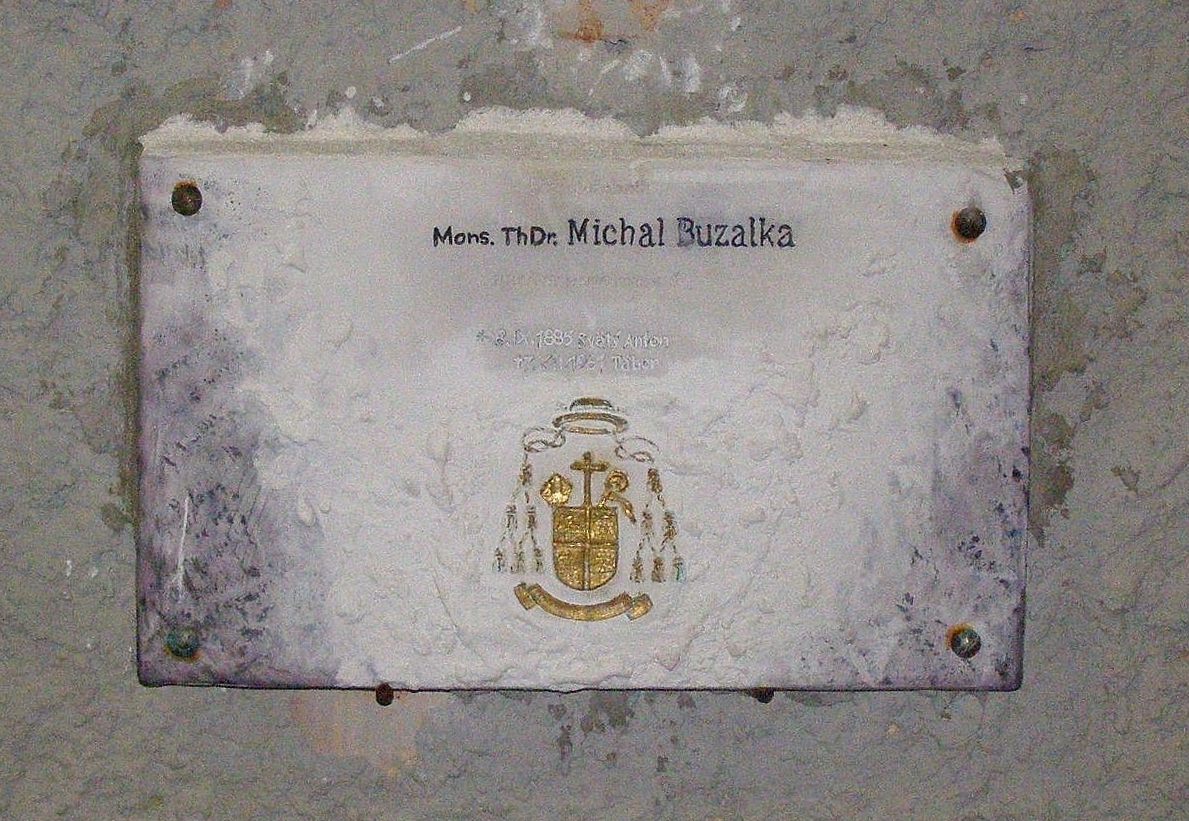
Grab von Bischof Buzalka in der Krypta der Kathedrale St. Martin, Bratislava

Am 7. Dezember 1961 verstarb er dort nach langem Leiden im Alter von sechsundsiebzig Jahren und wurde auf dem Friedhof seiner Heimatgemeinde beigesetzt. Später wurden seine sterblichen Überreste in die Krypta des Martinsdoms von Bratislava übertragen.

## Seligsprechungsprozess
2002 waren die diözesanen Vorbereitungen für einen Seligsprechungsprozess abgeschlossen. Der Postulator überreichte die Positio super vita et virtutibus (deutsch: Darlegung über das Leben und die Tugenden), die zur Anerkennung eines heroischen Tugendgrades erforderliche Dokumentation, dem Erzbischof von Bratislava Ján Sokol, der sie an Papst Johannes Paul II. weiterleitete.

## Auszeichnungen
- Verdienstkreuz der nationalen Verteidigung Tschechoslowakisches Kriegskreuz 1939